# ضد القانون (فلم)
ضد القانون (بالهندية: दम मारो दम)، (بالإنجليزية: Dum Maaro Dum) هو فيلم جريمة هندي إنتاج عام 2011 ومن إخراج روهان سيبي الذي عاد به للإخراج بعد توقف دام خمس سنوات. الفيلم من بطولة أبهيشيك باتشان و‌رانا داجوباتي و‌بيباشا باسو و‌براتيك بابار وأديتيا بانشولي. تم تصويره في غوا. كما شاركت ديبيكا بادوكون في ظهور خاص.

## روابط خارجية
- مقالات تستعمل روابط فنية بلا صلة مع ويكي بيانات